# 110393 Rammstein
110393 Rammstein este o planetă minoră (asteroid), cu un diametru de , din centura de asteroizi. A fost descoperită pe 11 octombrie 2001 la Le Creusot de Jean-Claude Merlin⁠(d) și a fost numită după Rammstein. 
Obiectul prezintă o orbită caracterizată de o semiaxă mare de 2,7102610439819 UAi, o excentricitate de 0,08, o înclinație de 12,2 ° în raport cu ecliptica.